# Melanie Maurer
Melanie Maurer (* 17. Juni 1988 in Wikon) ist eine ehemalige Schweizer Duathletin.
Sie ist Weltmeisterin Duathlon-Langdistanz (2022), fünffache Schweizermeisterin (2017–2024), dreifache Vize-Europameisterin auf der Duathlon-Mitteldistanz (2018, 2019, 2022) sowie Europameisterin auf der Duathlon-Mitteldistanz (2024). Seit 2024 ist sie im Hyrox (Fitness-Event-Sportart) aktiv.

## Werdegang
Melanie Maurer war im TV Zofingen als Handballerin aktiv, bis sie 2011 zum Ausdauersport wechselte.
Im Mai 2017 wurde sie Schweizermeisterin Duathlon und im September gewann sie in Basel den 10-Kilometer-Lauf.
Im Mai 2018 wurde die damals 29-jährige Bernerin auf der Duathlon Mitteldistanz (10 km Laufen, 60 km Radfahren und 10 km Laufen) in Dänemark Zweite und damit Vize-Europameisterin.
Beim Powerman Zofingen wurde Melanie Maurer im September ITU-Vize-Weltmeisterin auf der Duathlon-Langdistanz. Vier Wochen später gewann sie in Italien mit dem Elbaman Triathlon ihren ersten Triathlon auf der Mitteldistanz (1,9 km Schwimmen, 90 km Radfahren und 21,1 km Laufen).
Im September 2019 wurde sie beim Powerman Zofingen zum zweiten Mal ITU-Vize-Weltmeisterin auf der Duathlon-Langdistanz. Die damals 32-Jährige erreichte am 9. Mai 2021 mit 42,20 km beim Wings for Life World Run als beste Schweizerin in der weltweiten Wertung Rang 14.

### Weltmeisterin Duathlon 2022
Im September 2022 wurde Melanie Maurer in Zofingen ITU-Weltmeisterin auf der Duathlon-Langdistanz. 2023 wurde sie hier im September zum dritten Mal Vize-Weltmeisterin.
Maurer startete im A-Kader Swiss Triathlon, wird trainiert von Manuel Kläusli (Faun Sports). Im Mai 2024 wurde die 35-Jährige beim Powerman Alsdorf ETU-Europameisterin Duathlon.

Seit diesem Erfolg ging sie bei keinem Duathlon oder Triathlon mehr an den Start und sie ist seitdem in der Fitness-Event-Sportart Hyrox aktiv.
Melanie Maurer lebt in Bern.

## Auszeichnungen
- Duathletin des Jahres 2017[9], 2019[10]

## Sportliche Erfolge
| Datum/Jahr    | Rang | Wettbewerb                                          | Austragungsort | Zeit     | Bemerkung |
| ------------- | ---- | --------------------------------------------------- | -------------- | -------- | --- |
| 5. Mai 2024   | 1    | ETU Middle Distance Duathlon European Championships | Alsdorf        | 02:45:54 | Europameisterin Duathlon Mitteldistanz                                                                                            |
| 14. Apr. 2024 | 1    | SUI Duathlon National Championships                 | Wallisellen    | 00:48:27 | Schweizermeisterin Duathlon |
| 3. Sep. 2023  | 2    | ITU Long Distance Duathlon World Championships      | Zofingen       | 06:48:34 | Duathlon-Vize-Weltmeisterin auf der Langdistanz im Powerman Zofingen                                                              |
| 3. Sep. 2022  | 1    | ITU Long Distance Duathlon World Championships      | Zofingen       | 06:47:49 | Duathlon-Weltmeisterin auf der Langdistanz                                                                                        |
| 12. Juni 2022 | 1    | SUI Duathlon National Championships                 | Zug            | 01:56:52 | Schweizermeisterin Duathlon beim Zytturm Duathlon Zug (10 km Laufen, 40 km Radfahren und 5 km Laufen)                             |
| 10. Apr. 2022 | 2    | ETU Middle Distance Duathlon European Championships | Alsdorf        | 02:47:35 | Vize-Europameisterin Duathlon Mitteldistanz                                                                                       |
| 15. Aug. 2021 | 1    | Schweizer Duathlon-Meisterschaften                  | Seedorf        |          | Schweizermeisterin beim Uri Triathlon (5 km Laufen, 20 km Radfahren und 2,5 km Laufen)                                            |
| 7. Sep. 2019  | 2    | ITU Long Distance Duathlon World Championships      | Zofingen       | 07:17:11 | Duathlon-Vize-Weltmeisterin auf der Langdistanz im Powerman Zofingen                                                              |
| 19. Mai 2019  | 1    | Schweizer Duathlon-Meisterschaften                  | Zofingen       |          | Schweizermeisterin |
| 11. Mai 2019  | 2    | ETU Long Distance Duathlon European Championships   | Viborg         | 02:58:32 | Vize-Europameisterin Duathlon Mitteldistanz                                                                                       |
| 24. März 2019 | 1    | Powerman Greece                                     | Loutraki       |          | |
| 2. Sep. 2018  | 2    | ITU Long Distance Duathlon World Championships      | Zofingen       |          | Vize-Weltmeisterin auf der Duathlon Langdistanz beim Powerman Zofingen (Erster Lauf 10 km, Radstrecke 150 km, Zweiter Lauf 30 km) |
| 6. Mai 2018   | 2    | ETU Long Distance Duathlon European Championships   | Vejle          | 03:07:16 | Vize-Europameisterin Duathlon Mitteldistanz                                                                                       |
| 29. Apr. 2018 | 1    | Rheintal Duathlon                                   | Marbach        |          | 4 km Laufen, 17 km Radfahren und 4 km Laufen                                                                                      |
| 21. Mai 2017  | 1    | Schweizer Duathlon-Meisterschaften                  | Zofingen       |          | Schweizermeisterin beim Intervall-Duathlon, neben Ruedi Wild                                                                      |
| 29. Apr. 2017 | 7    | ETU Long Distance Duathlon European Championships   | Soria          | 02:06:19 | |
| 24. Apr. 2016 | 3    | Schweizer Duathlon-Meisterschaften                  | Marbach        | 00:58:12 | Schweizer Meisterschaft beim Rheintal Duathlon                                                                                    |
| 17. Mai 2015  | 6    | Schweizer Duathlon-Meisterschaften                  | Zofingen       | 01:48:12 | |

| Datum/Jahr    | Rang | Wettbewerb             | Austragungsort  | Zeit     | Bemerkung                                            |
| ------------- | ---- | ---------------------- | --------------- | -------- | ---------------------------------------------------- |
| 5. Okt. 2019  | 8    | Ironman 70.3 Lanzarote | Lanzarote       | 04:35:23 | Austragung ohne das Schwimmen                        |
| 30. Sep. 2018 | 1    | Elbaman Triathlon      | Marina di Campo | 05:15:01 | 1,9 km Schwimmen, 90 km Radfahren und 21,1 km Laufen |

| Datum/Jahr    | Rang | Wettbewerb               | Austragungsort | Zeit     | Bemerkung                                                         |
| ------------- | ---- | ------------------------ | -------------- | -------- | ----------------------------------------------------------------- |
| 10. Mai 2021  | 1    | Wings for Life World Run | Schweiz        |          | 42,20 km als beste Schweizerin; Rang 14 in der weltweiten Wertung |
| 24. Sep. 2017 | 1    | Basler Marathon-Tage     | Basel          | 00:36:33 | Siegerin über 10 km                                               |

(DNF – Did Not Finish)